# كريستوفر رومولو
كريستوفر رومولو هو بطل الملاكمة التايلاندية (مواي تاي)،

## المهنة المحترفة
فاز بلقب الاتحاد العالمي للملاكمة “WKA”  بأمريكا الشمالية للوزن المتوسط في عام 2010. بدأ رومولو مسيرته المهنية كهاوٍ في عام 1996 عندما بلغ الواحد والعشرين من عمره. وبدأ التدريب تحت قيادة مدربه جاسون ستراوت، وعملا معًا على تطوير أول برنامج للملاكمة التايلاندية في نادي «تشرش ستريت/Church Street» للملاكمة.
  اشتملت مسيرة رومولو كهاوٍ على خمسة ألقاب، وكمحترف حقق عشر ضربات قاضية، وفاز بلقب الاتحاد العالمي للملاكمة “WKA”  بأمريكا الشمالية للوزن المتوسط في عام 2010. فاز رومولو بعدة ألقاب خلال مسيرته في الملاكمة التايلاندية، بما في ذلك بطولة الولايات المتحدة الوطنية، وبطولة أمريكا الشمالية، والميدالية البرونزية في كأس العالم في بانجكوك.
  ولاعتزازه بتراثه الفلبيني، كان رومولو يدخل الحلبة دائمًا ملفوفًا بالعلم الفلبيني حوله كرداءٍ. 713اعتزل رومولو في سن السابعة والثلاثين بعد ستة عشر عامًا من المنافسة النشطة في الرياضة.